# Coupe d'Europe féminine des clubs champions de hockey sur glace 2011-2012
Navigation
Édition 2010-2011 Édition 2012-2013
La saison 2011-2012 est la huitième édition de la Coupe d'Europe féminine des clubs champions de hockey sur glace, organisée par la Fédération internationale de hockey sur glace (IIHF). Elle débute le 28 octobre 2011 et se termine le  26 février 2012, la Super Finale ayant lieu à Hämeenlinna en Finlande.

## Format de la saison
20 équipes venant de 20 pays prennent part à la Coupe d'Europe des clubs champions.
La compétition se divise en trois phases de groupes. Les équipes championnes des pays représentés lors de la finale de l'édition précédente sont exemptées de premier tour.
Chaque groupe est composé de quatre équipes et est organisé par l'une d'entre elles. Il se déroule sous une formule de mini-championnat à rencontre simple. Au premier tour, seul le vainqueur de chaque groupe se qualifie pour le tour suivant. Au deuxième tour, les deux premiers de chaque groupe se qualifient pour le groupe final.
Une victoire dans le temps règlementaire vaut 3 points, une victoire après une prolongation (mort subite) ou une séance de tirs au but 2 points, une défaite après une prolongation ou une séance de tirs au but 1 point, une défaite dans le temps règlementaire 0 point.
Si deux équipes ou plus sont à égalité de points, seules les rencontres opposant les équipes concernées sont pris en compte pour les départager.

## Premier tour
Le premier tour se déroule du 28 au 30 octobre 2011.

### Groupe A
Le Groupe A se déroule à Bytom en Pologne,.
| 28 octobre 2011 16:00 | ESC Planegg       | 6-0 (2-0; 2-0; 2-0)   | EV Bozen 84         | Osrodek Sportu i Rekreacji                 |
| 28 octobre 2011 19:30 | TMH Polonia Bytom | 10-2 (1-1; 5-1; 4-0)  | Valladolid Panteras | Osrodek Sportu i Rekreacji                 |
| 29 octobre 2011 15:00 | ESC Planegg       | 22-0 (3-0; 8-0; 11-0) | Valladolid Panteras | Osrodek Sportu i Rekreacji Affluence : 30  |
| 29 octobre 2011 18:30 | TMH Polonia Bytom | 3-6 (0-2; 3-1; 0-3)   | EV Bozen 84         | Osrodek Sportu i Rekreacji Affluence : 299 |
| 30 octobre 2011 14:30 | EV Bozen 84       | 9-0 (3-0; 2-0; 4-0)   | Valladolid Panteras | Osrodek Sportu i Rekreacji Affluence : 20  |
| 30 octobre 2011 18:00 | ESC Planegg       | 19-0 (5-0; 6-0; 8-0)  | TMH Polonia Bytom   | Osrodek Sportu i Rekreacji Affluence : 299 |

| Pl. | Équipe              | PJ | V | VP | DP | D | Pts | BP | BC | +/- |
| --- | ------------------- | -- | - | -- | -- | - | --- | -- | -- | --- |
| 1   | ESC Planegg         | 3  | 3 | 0  | 0  | 0 | 9   | 47 | 0  | +47 |
| 2   | EV Bozen 84         | 3  | 2 | 0  | 0  | 1 | 6   | 15 | 9  | +6  |
| 3   | TMH Polonia Bytom   | 3  | 1 | 0  | 0  | 2 | 3   | 13 | 27 | -14 |
| 4   | Valladolid Panteras | 3  | 0 | 0  | 0  | 3 | 0   | 2  | 41 | -39 |

### Groupe B
Le Groupe B se déroule à Miercurea-Ciuc en Roumanie,.
| 28 octobre 2011 16:00 | Pantera Minsk       | 8-0 (2-0; 2-0; 4-0)  | Milenyum Paten SK   | Vákár Lajos Jégcsarnok Affluence : 20  |
| 28 octobre 2011 19:30 | Bdelles de Grenoble | 18-0 (6-0; 6-0; 6-0) | HSC Csíkszereda     | Vákár Lajos Jégcsarnok Affluence : 50  |
| 29 octobre 2011 16:00 | Pantera Minsk       | 0-3 (0-0; 0-2; 0-1)  | Bdelles de Grenoble | Vákár Lajos Jégcsarnok Affluence : 30  |
| 29 octobre 2011 19:30 | HSC Csíkszereda     | 5-2 (2-0; 3-2; 0-0)  | Milenyum Paten SK   | Vákár Lajos Jégcsarnok Affluence : 50  |
| 30 octobre 2011 16:00 | Milenyum Paten SK   | 0-14 (0-7; 0-4; 0-3) | Bdelles de Grenoble | Vákár Lajos Jégcsarnok Affluence : 50  |
| 30 octobre 2011 19:00 | HSC Csíkszereda     | 0-14 (0-6; 0-5; 0-3) | Pantera Minsk       | Vákár Lajos Jégcsarnok Affluence : 100 |

| Pl. | Équipe              | PJ | V | VP | DP | D | Pts | BP | BC | +/- |
| --- | ------------------- | -- | - | -- | -- | - | --- | -- | -- | --- |
| 1   | Bdelles de Grenoble | 3  | 3 | 0  | 0  | 0 | 9   | 35 | 0  | +35 |
| 2   | Pantera Minsk       | 3  | 2 | 0  | 0  | 1 | 6   | 22 | 3  | +19 |
| 3   | HSC Csíkszereda     | 3  | 1 | 0  | 0  | 2 | 3   | 5  | 34 | -29 |
| 4   | Milenyum Paten SK   | 3  | 0 | 0  | 0  | 3 | 0   | 2  | 27 | -25 |

### Groupe C
Le Groupe C se déroule à Riga en Lettonie,.
| 28 octobre 2011 16:00 | Herlev Hornets       | 5-3 (2-2; 1-0; 2-1)                | Sparta Sarpsborg     | Volvo Sporta Centrs Affluence : 56  |
| 28 octobre 2011 19:30 | SHK Laima            | 4-3 (TF) (2-2; 1-1; 0-0; 0-0; 1-0) | Shadows de Sheffield | Volvo Sporta Centrs Affluence : 127 |
| 29 octobre 2011 15:00 | Sparta Sarpsborg     | 4-5(TF) (2-0; 0-2; 2-2; 0-0; 0-1)  | Shadows de Sheffield | Volvo Sporta Centrs Affluence : 89  |
| 29 octobre 2011 18:30 | SHK Laima            | 0-2 (0-0; 0-1; 0-1)                | Herlev Hornets       | Volvo Sporta Centrs Affluence : 97  |
| 30 octobre 2011 13:00 | Shadows de Sheffield | 1-4 (0-2; 1-1; 0-1)                | Herlev Hornets       | Volvo Sporta Centrs Affluence : 51  |
| 30 octobre 2011 16:30 | Sparta Sarpsborg     | 3-2 (0-0; 0-2; 3-0)                | SHK Laima            | Volvo Sporta Centrs Affluence : 163 |

| Pl. | Équipe               | PJ | V | VP | DP | D | Pts | BP | BC | +/- |
| --- | -------------------- | -- | - | -- | -- | - | --- | -- | -- | --- |
| 1   | Herlev Hornets       | 3  | 3 | 0  | 0  | 0 | 9   | 11 | 4  | +7  |
| 2   | Sparta Sarpsborg     | 3  | 1 | 0  | 1  | 1 | 4   | 10 | 12 | -2  |
| 3   | Shadows de Sheffield | 3  | 0 | 1  | 1  | 1 | 3   | 9  | 12 | -3  |
| 4   | SHK Laima            | 3  | 0 | 1  | 0  | 2 | 2   | 6  | 8  | -2  |

### Groupe D
Le Groupe D se déroule à Spišská Nová Ves en Slovaquie,..
| 28 octobre 2011 16:00 | HC Slavia Prague    | 2-6 (1-1; 1-3; 0-2)                | EHV Sabres Vienne   | Zimný štadión Spišská Nová Ves Affluence : 200 |
| 28 octobre 2011 19:00 | HK Spišská Nová Ves | 3-2 (TF) (1-0; 0-1; 1-1; 0-0; 1-0) | Stars de Budapest   | Zimný štadión Spišská Nová Ves Affluence : 500 |
| 29 octobre 2011 16:00 | HK Spišská Nová Ves | 3-5 (0-2; 1-2; 2-1)                | EHV Sabres Vienne   | Zimný štadión Spišská Nová Ves Affluence : 300 |
| 29 octobre 2011 19:00 | Stars de Budapest   | 4-7 (3-3; 1-2; 0-2)                | HC Slavia Prague    | Zimný štadión Spišská Nová Ves Affluence : 200 |
| 30 octobre 2011 16:00 | HC Slavia Prague    | 5-0 (2-0; 0-0; 3-0)                | HK Spišská Nová Ves | Zimný štadión Spišská Nová Ves Affluence : 200 |
| 30 octobre 2011 19:00 | EHV Sabres Vienne   | 5-3 (0-2; 1-0; 4-1)                | Stars de Budapest   | Zimný štadión Spišská Nová Ves Affluence : 200 |

| Pl. | Équipe              | PJ | V | VP | DP | D | Pts | BP | BC | +/- |
| --- | ------------------- | -- | - | -- | -- | - | --- | -- | -- | --- |
| 1   | EHV Sabres Vienne   | 3  | 3 | 0  | 0  | 0 | 9   | 16 | 8  | +8  |
| 2   | HC Slavia Prague    | 3  | 2 | 0  | 0  | 1 | 6   | 11 | 13 | -2  |
| 3   | HK Spišská Nová Ves | 3  | 0 | 1  | 0  | 2 | 2   | 6  | 12 | -6  |
| 4   | Stars de Budapest   | 3  | 0 | 0  | 1  | 2 | 1   | 12 | 12 | 0   |

## Deuxième tour
Le deuxième tour se déroule du 2 au 4 décembre 2011.

### Groupe E
Le Groupe E se déroule à Hämeenlinna en Finlande,.
Tous les horaires sont locaux (UTC+2).
| 2 décembre 2011 12:30 | Aisulu Almaty     | 3-2 (TF) (0-1; 1-0; 1-1; 0-0; 1-0) | EHV Sabres Vienne | Ritarihalli Affluence : 53  |
| 2 décembre 2011 16:00 | HPK Hämeenlinna   | 6-3 (1-1; 3-1; 2-1)                | ESC Planegg       | Ritarihalli Affluence : 80  |
| 3 décembre 2011 15:00 | EHV Sabres Vienne | 2-5 (0-1; 1-3; 1-1)                | HPK Hämeenlinna   | Ritarihalli Affluence : 110 |
| 3 décembre 2011 18:30 | Aisulu Almaty     | 2-3 (2-1; 0-1; 0-1)                | ESC Planegg       | Ritarihalli Affluence : 62  |
| 4 décembre 2011 14:30 | HPK Hämeenlinna   | 4 -2 (0-1; 1-0; 3-1)               | Aisulu Almaty     | Ritarihalli Affluence : 97  |
| 4 décembre 2011 18:00 | ESC Planegg       | 5-3 (2-0; 0-2; 3-1)                | EHV Sabres Vienne | Ritarihalli Affluence : 67  |

| Pl. | Équipe            | PJ | V | VP | DP | D | Pts | BP | BC | +/- |
| --- | ----------------- | -- | - | -- | -- | - | --- | -- | -- | --- |
| 1   | HPK Hämeenlinna   | 3  | 3 | 0  | 0  | 0 | 9   | 15 | 7  | +8  |
| 2   | ESC Planegg       | 3  | 2 | 0  | 0  | 1 | 6   | 11 | 11 | 0   |
| 3   | Aisulu Almaty     | 3  | 0 | 1  | 0  | 2 | 2   | 7  | 9  | -2  |
| 4   | EHV Sabres Vienne | 3  | 0 | 0  | 1  | 2 | 1   | 7  | 13 | -6  |

### Groupe F
Le Groupe F se déroule à Dornbirn en Autriche,.
Tous les horaires sont locaux (UTC+1).
| 2 décembre 2011 11:30 | HK Tornado          | 4-1 (1-1; 2-0; 1-0)  | Bdlles de Grenoble  | Messestadion Affluence : 52  |
| 2 décembre 2011 15:00 | ZSC Lions           | 10-2 (3-1; 2-0; 5-1) | Herlev Hornets      | Messestadion Affluence : 150 |
| 3 décembre 2011 12:30 | Bdelles de Grenoble | 2-0 (1-0; 0-0; 1-0)  | Herlev Hornets      | Messestadion Affluence : 63  |
| 3 décembre 2011 16:00 | HK Tornado          | 3-1 (1-1; 1-0; 1-0)  | ZSC Lions           | Messestadion Affluence : 268 |
| 4 décembre 2011 13:00 | Herlev Hornets      | 1-11 (1-3; 0-4; 0-4) | HK Tornado          | Messestadion Affluence : 53  |
| 4 décembre 2011 16:30 | ZSC Lions           | 2-0 (0-0; 1-0; 1-0)  | Bdelles de Grenoble | Messestadion Affluence : 147 |

| Pl. | Équipe              | PJ | V | VP | DP | D | Pts | BP | BC | +/- |
| --- | ------------------- | -- | - | -- | -- | - | --- | -- | -- | --- |
| 1   | HK Tornado          | 3  | 3 | 0  | 0  | 0 | 9   | 18 | 3  | +15 |
| 2   | ZSC Lions           | 3  | 2 | 0  | 0  | 1 | 6   | 13 | 5  | +8  |
| 3   | Bdelles de Grenoble | 3  | 1 | 0  | 0  | 2 | 3   | 3  | 6  | -3  |
| 4   | Herlev Hornets      | 3  | 0 | 0  | 0  | 3 | 0   | 3  | 23 | -20 |

## Super Finale
La Super Finale a lieu du 24 au 26 février 2012 à Hämeenlinna en Finlande.
Tous les horaires sont locaux (UTC+2).
| 24 février 2012 | ESC Planegg | 2-3 (2:0, 0:1, 0:2) | HPK Hämeenlinna | Ritarihalli |

| 24 février 2012 | ZSC Lions | 1-2 (1:1, 0:0, 0:1) | HK Tornado | Ritarihalli |

| 25 février 2012 | HK Tornado | 9-1 (3:0, 5:0, 1:1) | ESC Planegg | Ritarihalli |

| 25 février 2012 | HPK Hämeenlinna | 2-6 (1:3, 1:2, 0:1) | ZSC Lions | Ritarihalli |

| 26 février 2012 | ZSC Lions | 3-2 (0:1, 1:0, 2:1) | ESC Planegg | Ritarihalli |

| 26 février 2012 | HPK Hämeenlinna | 1-5 (0:0, 1:2, 0:3) | HK Tornado | Ritarihalli |

| Pl. | Équipe          | PJ | V | VP | DP | D | BP | BC | +/- | Pts |
| --- | --------------- | -- | - | -- | -- | - | -- | -- | --- | --- |
| 1   | HK Tornado      | 3  | 3 | 0  | 0  | 0 | 16 | 3  | +13 | 9   |
| 2   | ZSC Lions       | 3  | 2 | 0  | 0  | 1 | 10 | 6  | +4  | 6   |
| 3   | HPK Hämeenlinna | 3  | 1 | 0  | 0  | 2 | 6  | 13 | -7  | 3   |
| 4   | ESC Planegg     | 3  | 0 | 0  | 0  | 3 | 5  | 15 | -10 | 0   |

### Récompenses individuelles
| Récompense           | Joueuse        | Équipe     |
| -------------------- | -------------- | ---------- |
| Meilleure gardienne  | Anna Vanhatalo | ZSC Lions  |
| Meilleure défenseure | Inna Dioubanok | HK Tornado |
| Meilleure attaquante | Melissa Jaques | HK Tornado |

### Effectif vainqueur
| Vainqueur de la Coupe d'Europe féminine des clubs champions 2011-12 HK Tornado | Gardiennes de but : Kim Martin, Anna Prougova Défenseures : Inna Dioubanok, Iekaterina Nikolaïeva, Olga Permiakova, Kristina Petrovskaïa, Zoia Polounina, Anna Chtchoukina, Svetlana Tkatchiova Attaquantes : Tatiana Bourina, Elin Holmlöv, Melissa Jaques, Jana Kapustová, Svetlana Kolmykova, Danijela Rundqvist, Maria Chepelinskaïa, Marina Serguina, Galina Skiba, Iekaterina Smolina Entraîneur : Alekseï Tchistiakov |